# Pseudarmadillo tuberculatus
Pseudarmadillo tuberculatus là một loài chân đều trong họ Delatorreidae. Loài này được Schmalfuss miêu tả khoa học năm 1984.